# Горби (Тернопільський район)
Горби́, Горб — село  в Україні, у Козівській селищній громаді, Тернопільського району Тернопільської області. Розташоване на річці Стрипа, в центрі району. Підпорядковане До 2020 у складі Городищенської сільради. 

## Історія
12 червня 2020 року, відповідно до розпорядження Кабінету Міністрів України № 724-р «Про визначення адміністративних центрів та затвердження територій територіальних громад Тернопільської області» увійшло до складу Козівської селищної громади.
19 липня 2020 року, в результаті адміністративно-територіальної реформи та ліквідації Козівського району, село увійшло до складу Тернопільського району.

## Населення
Населення — 121 особа (2001). Місцева говірка належить до наддністрянського говору південно-західного наріччя української мови.

## Галерея

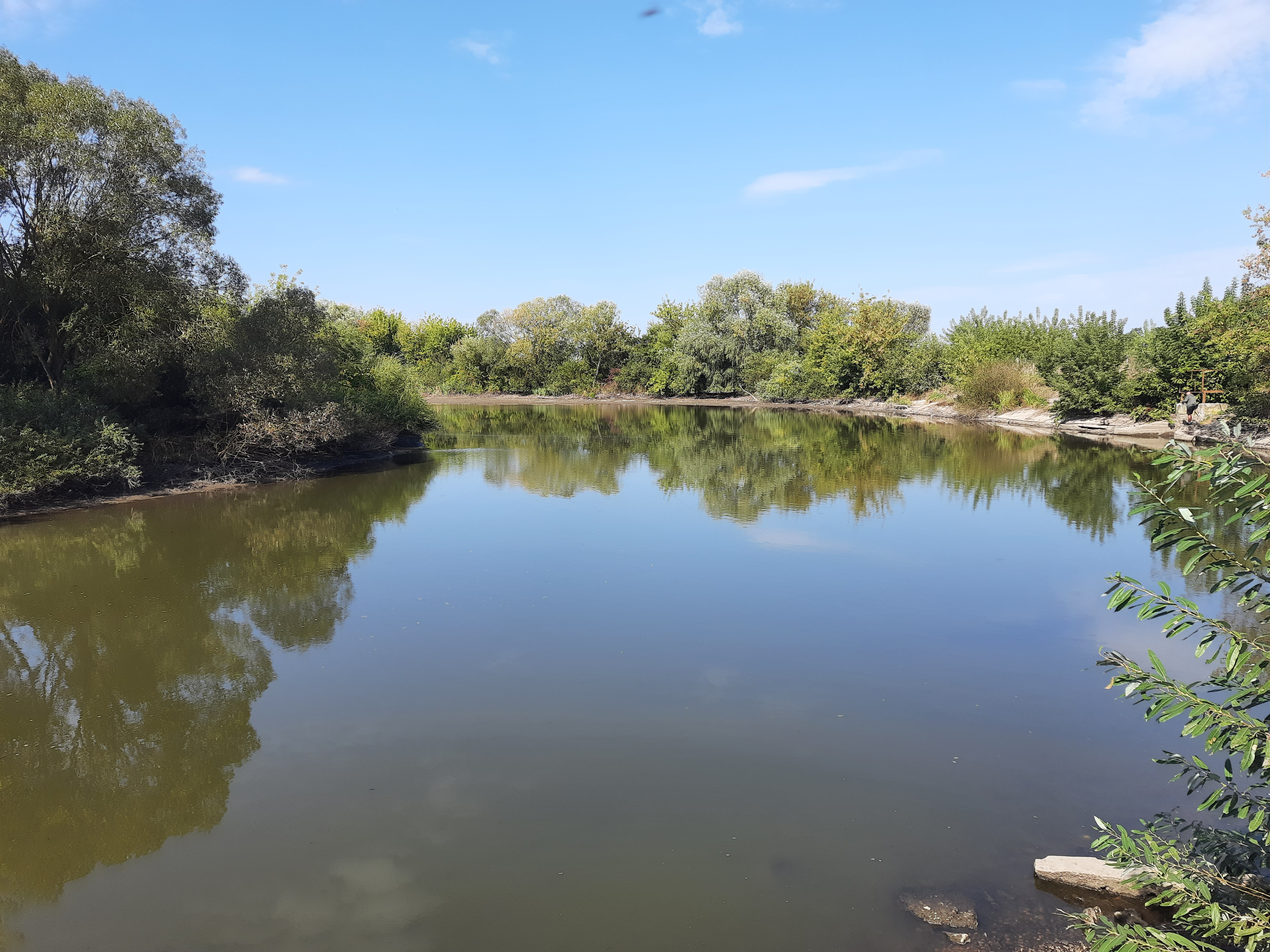
Річка Стрипа біля села